# Stanisław Masiuk
Stanisław Masiuk – polski inżynier, profesor nauk technicznych.

## Życiorys
W 1963 ukończył studia inżynierii chemicznej w Politechnice Szczecińskiej, w 1969 obronił pracę doktorską , w 1988 habilitował się. W 2002 uzyskał tytuł profesora nauk technicznych.
Pracował w Zachodniopomorskim Uniwersytecie Technologicznym w Szczecinie i w Politechnice Szczecińskiej.